# Coppa Intercontinentale 1967 (calcio)
La Coppa Intercontinentale 1967 è stata l'ottava edizione del trofeo riservato alle squadre vincitrici della Coppa dei Campioni e della Coppa Libertadores.

## Avvenimenti

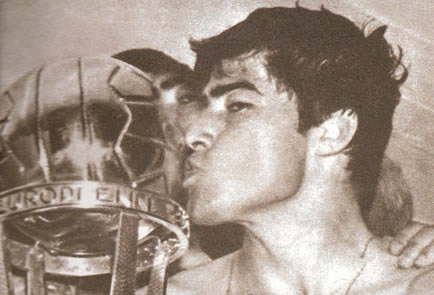
Cárdenas bacia il trofeo

Le squadre giunsero alla competizione in condizioni differenti. Il Celtic era reduce dalla vittoria in Coppa dei Campioni, che aveva fatto guadagnare ai calciatori della rosa l'appellativo di Lisbon Lions, vale a dire I leoni di Lisbona; il Racing, guidato dall'ex calciatore Juan José Pizzuti, aveva un organico composto per la maggior parte da elementi giovani, con a supporto alcuni giocatori d'esperienza, come Humberto Maschio. Nel primo incontro fu il Celtic a prevalere, con un gol segnato di testa da McNeill, mentre il Racing tentò di limitare quanto più possibile il passivo.
La gara di ritorno iniziò con un episodio incorso al portiere scozzese della compagine scozzese Simpson, colpito da un sasso prima dell'inizio della partita e sostituito da Fallon.
Il match si rivelò subito in salita per il club argentino, dato che l'arbitro uruguaiano Marino fischiò un rigore a favore degli scozzesi, che passarono così in vantaggio con Gemmell. Successivamente però si concretizzò la rimonta del Racing, firmata da Raffo e Cárdenas. Per giocare la cosiddetta "bella" si scelse Montevideo, in Uruguay, e l'incontro fu affidato al paraguaiano Pérez Osorio. La partita fu accesa e piuttosto bloccata dal punto di vista del gioco, e il direttore di gara espulse Lennox e Johnstone per gli europei e Basile per i sudamericani. Fu nuovamente Cárdenas a decidere le sorti della Coppa, segnando con un tiro effettuato di sinistro dalla lunga distanza.
Nel 2017, la FIFA ha equiparato i titoli della Coppa del mondo per club e della Coppa Intercontinentale, riconoscendo a posteriori anche i vincitori dell'Intercontinentale come detentori del titolo ufficiale di "campione del mondo FIFA", inizialmente attribuito soltanto ai vincitori della Coppa del mondo per club.

## Tabellino
| Arbitro: | Gardeazábal |

| |            | |
| McNeill 69’                                                                                            | Marcatori  | |
| Simpson P McNeill D Gemmell D Craig C Murdoch C Clark C Johnstone C Lennox C Wallace A Auld A Hughes A | Formazioni | P Cejas D Perfumo D Díaz C Martín C Mori C Basile A Raffo A Rulli A Cárdenas A Rodríguez A Maschio |
| Stein                                                                                                  | Allenatori | Pizzuti                                                                                            |

| Arbitro: | Marino |

| |            | |
| Raffo 33’ Cárdenas 48’                                                                                  | Marcatori  | 21’ (rig.) Gemmell                                                                                         |
| Cejas P Perfumo D Chabay D Martín C Rulli C Basile C Raffo A Cárdenas A Cardoso A Rodríguez A Maschio A | Formazioni | P Fallon D McNeill D Gemmell C Craig C Murdoch C Clark A Johnstone A Wallace A Lennox A Chalmers A O'Neill |
| Pizzuti                                                                                                 | Allenatori | Stein |

| Arbitro: | Pérez Osorio |

| |            | |
| Cárdenas 56’                                                                                             | Marcatori  | |
| · Cejas P Perfumo D Chabay D MartínC Rulli C Basile C Raffo A Cárdenas A Cardoso A Rodríguez A Maschio A | Formazioni | · P Fallon D McNeill D Gemmell C Craig C Murdoch C Clark A Johnstone A Wallace A Lennox A Auld A Hughes |
| Pizzuti                                                                                                  | Allenatori | Stein                                                                                                   |